# Алваро де Менданя де Нейра
Алваро де Менданя де Нейра (на испански: Álvaro de Mendaña y Neira или Neyra) е испански мореплавател и пътешественик-изследовател, първият европеец достигнал до Соломоновите острови. Той е удивен от природните им богатства и ги нарича на името на могъщия цар Соломон от Библията. Двадесет години по-късно той прави безуспешен опит да открие отново островите.

## Ранни години (1542 – 1567)
Роден е на 1 октомври 1542 година в Конгосто, провинция Леон, Кралство Кастилия и Леон. Вярата на Менданя, че в южните ширини съществува огромен материк подтиква мореплавателя да предприеме в периода 1567 – 1569 и 1595 г. две плавания в Тихия океан.

## Експедиционна дейност (1567 – 1598)

### Легендата за съкровищата на цар Соломон
Във века на географските чудеса всичко се оказва възможно и мнозина мечтаят за нови открития. Хората от XVI век в това отношение са особено лековерни, като се надяват да намерят в неизвестните морета съкровищата на цар Соломон, скрити в тайнствената страна Офир. Тази страна те дотогава не откриват нито от тази, нито от другата страна на Южното море и няма никакви следи от съкровищата на цар Соломон нито в Перу, нито на остров Ява. Но нима Библията може да лъже? Разбира се не. Страната Офир трябва да я има някъде и тя трябва да се търси именно там между Новия и Стария свят в Южните морета.
Към тази библейска легенда в Перу започва да се разпространява и друга, местна. Тя представлява сказание за вероятното плаване на запад от Перу на инка Тупак-Юпанки, предприето 80 години преди появяването на испанците в Перу. Според нея той плавал до някакви острови, които открил и завоювал, и от които докарал черни хора, много злато, бронзов трон, кожа и челюст от кон.
През 1557 г. в Лима пристига испанският идалго, моряк, инженер и астроном Педро Сарменто де Гамбоа, който няколко месеца по-рано е изгонен от Инквизицията в Мексико, обвинен в магьосничество. Той се заразява от библейската и местната легенди и няколко години изготвя проекти за организиране на експедиция на запад от Перу за търсене на легендарната страна. В средата на 1567 г. Сарменто де Гамбоа предава на управителя на Перу Гарсия де Кастро проект за експедиция в Южните морета, според който на около 2400 морски мили западно от Перу би трябвало да се намира царството на Соломон. Управителят живо се заинтересува от тези планове и заповядва да започне организацията на плаването. От юли до октомври 1567 кипи трескава дейност по оборудването на корабите, но управителят уплашен вероятно, че Сарменто де Гамбоа е осъден от Инквизицията или по-скоро желаейки да се обогати от плаването, пренебрегва Сарменто и назначава за началник на експедицията 25-годишния си племенник Алваро де Менданя де Нейра. Сарменто де Гамбоа е причислен към експедицията в качеството си на свръхщатен кормчия. Оборудвани и екипирани са два кораба – „Капитана“ и „Алмиранта“ (под командването на Ернан Галего) с водоизместимост съответно 250 и 100 тона с 80 моряка, 70 войника, четири монаха и няколко негри роби.

### Първа експедиция (1567 – 1569)
Менданя се отправя на път на 19 ноември 1567 г., поемайки от Каляо (Перу) в посока запад-югозапад. В началото на декември курсът е изменен на западен в интервала между 15° и 16° ю.ш., а в средата на декември – запад-северозапад.

#### Откриване на о-вите Тувалу (1568)
На 15 януари 1568 г. около 9 часа сутринта, един от юнгите му забелязва земя. Това е остров Ниутау (6°07′ ю. ш. 177°20′ и. д. / 6.116667° ю. ш. 177.333333° и. д.) в архипелага Тувалу (Елис), който Менданя нарича Исус Христос. След това испанците откриват още два острова Нанумеа (5°40′ ю. ш. 176°06′ и. д. / 5.666667° ю. ш. 176.1° и. д.) и Нануманга (6°17′ ю. ш. 176°19′ и. д. / 6.283333° ю. ш. 176.316667° и. д.) и атола Нуи (7°13′ ю. ш. 177°09′ и. д. / 7.216667° ю. ш. 177.15° и. д.) и продължават на запад. За седемдесет и четири дни корабите преминават огромното разстояние от 8 хил. морски мили от пристанището на Каляо, а не предвидените 2400, като по дължина този път е 1/3 от дължината на екватора. Соломоновите острови трябва да се намерят в близките дни, иначе експедицията я очаква позор и безславие.

#### Откриване на Соломоновите о-ви (1568)
В утрото на 7 февруари 1568 моряците забелязват висок бряг. Това са големите острови от архипелага на Соломоновите острови. Менданя погрешно решава, че именно това е митичната страна Офир от проекта на Сарменто де Гамбоа, в която според легендата са скрити съкровищата на цар Соломон. След като установява, че това е само остров той го кръщава Санта Изабел (2999 км2, 8°02′ ю. ш. 159°11′ и. д. / 8.033333° ю. ш. 159.183333° и. д.), а на архипелага дава името на израелския цар.
Местните жители посрещат радушно пришълците, които започват да ги снабдяват с храни, но много скоро техният вожд Билебенара се скрива, уплашен че не ще може да се справи със 150-те неканени гости. Менданя изпраща на острова Сарменто де Гамбоа с въоръжен отряд за търсене на вожда, който арестува дядото на Билебенара, избива няколко островитяни и се завръща на кораба. Този испански набет огорчава Менданя, който е наясно, че стрелбата и вземането на заложници няма да върне мирните отношения с островитяните. На 21 февруари 1568 г. той заповядва дядото и взетите трофеи да бъдат върнати на острова и с Билебенара е сключен мир, който е изключително необходим на испанците, нуждаещи се от свежи продукти.
След постигането на мирни взаимоотношения с островитяните, екипажът построява малък кораб (бригантина) „Сантяго“, с който под командването на Педро де Ортега и Ернан Галего на 4 април испанците продължават по-нататъшното откриване на Соломоновите о-ви. Отправяйки се на юг с новопостроената бригантина, Ортега и Галего достигат до голям остров, който на свой ред получава името Гуадалканал (5302 км2), след което се връщат обратно на Санта Изабел, като по пътя са открити още два острова – Сан Хорхе (184 км2, 8°28′ ю. ш. 159°40′ и. д. / 8.466667° ю. ш. 159.666667° и. д.), Саво (31 км2, 9°08′ ю. ш. 159°49′ и. д. / 9.133333° ю. ш. 159.816667° и. д.) и о-вите Флорида (Нгела, 368 км2, 9°04′ ю. ш. 160°11′ и. д. / 9.066667° ю. ш. 160.183333° и. д.).
На 8 май двата кораба и бригантината напускат водите на Санта Изабел и се насочват към новооткрития остров Гуадалканал. Освен Санта Изабел през месец май Менданя открива островите: Улава (65,9 км2, 9°47′ ю. ш. 161°58′ и. д. / 9.783333° ю. ш. 161.966667° и. д.), Олу Малау (10°12′ ю. ш. 161°57′ и. д. / 10.2° ю. ш. 161.95° и. д.), Уги (10°15′ ю. ш. 161°44′ и. д. / 10.25° ю. ш. 161.733333° и. д.), Сан Кристобал (3109 км2, 10°32′ ю. ш. 161°45′ и. д. / 10.533333° ю. ш. 161.75° и. д.) и Санта Каталина (10°54′ ю. ш. 162°27′ и. д. / 10.9° ю. ш. 162.45° и. д.).
Към края на май 38 души от екипажа са сериозно болни от жълта треска и не след дълго голяма част от тях умират. Отделно в схватка с островитяните загиват девет матроси. За търсене на нови по-здравословни земи бригантината отново е пусната на вода (този път само под командването на Ернан Галего) и испанците откриват почти всички от Соломоновите острови – Малаита (4307 км2, 9°01′ ю. ш. 160°59′ и. д. / 9.016667° ю. ш. 160.983333° и. д.), Вангуну (509 км2, 8°38′ ю. ш. 158°00′ и. д. / 8.633333° ю. ш. 158° и. д.), Ню Джорджия (2037 км2, 8°15′ ю. ш. 157°40′ и. д. / 8.25° ю. ш. 157.666667° и. д.) и Шуазьол (3294 км2, 7°00′ ю. ш. 156°58′ и. д. / 7° ю. ш. 156.966667° и. д.) и в началото на юни се завръщат на Гуадалканал. На 18 юни корабите отново потеглят и на 1 юли хвърлят котва около остров Сан Кристобал.

#### Завръщане в Перу (1568 – 1569)
В началото на август в испанския лагер започват да пристигат до Менданя искания за завръщане у дома. Въпреки че той не е съгласен накрая отстъпва и на 11 август 1568 г. корабите поемат многомесечен обратен преход през Тихия океан. На 6 септември пресичат екватора и навлизат във водите на северното полукълбо. На 11 септември испанците откриват атола Наму (7°59′ с. ш. 168°10′ и. д. / 7.983333° с. ш. 168.166667° и. д.) от групата Маршалови острови. От там корабите поемат на север – североизток, като на 20 октомври откриват самотният необитаем остров Уейк (19°18′ с. ш. 166°38′ и. д. / 19.3° с. ш. 166.633333° и. д.).
Силната буря разразила се на 17 октомври разделя „Капитана“ и „Алмиранта“ и двата кораба продължават плаването самостоятелно. Едва на 19 декември „Капитана“ вижда земя – това е безлюдният калифорнийски бряг. Менданя поема курс на юг от Калифорния и в крайна сметка на 23 януари 1569 г., на сто шестдесет и втория ден от плаването, „Капитана“ акостира в пристанище на мексиканската провинция Колима, където след три дни пристига и „Алмиранта“.
Историята на ескпедицията не свършва дотук, предстои им да преплават още 2 хил. мили до пристанището на Каляо, а местните власти категорично отказват да отпуснат средства и материали за ремонта на корабите. На 4 април 1569 Менданя акостира в пристанище Реалехо на брега на Никарагуа, където обичайно се ремонтират подобни съдове. Тук отново получава отказ на поисканите от началника на пристанището средства. Принуден от обстоятелствата, Менданя залага и продава свое имущество, като с получената сума заплаща ремонта. На 26 май корабите излизат от Реалехо и на 26 юли 1569 г. най-после се прибират в Каляо. Така завършва първата експедиция на Алваро де Менданя де Нейра.

#### Резултати от първото плаване
Резултатите от експедицията жестоко разочароват нейните организатори и спонсори. Менданя не успва да открие митичното съкровище на цар Соломон, не открва нито злато, нито сребро, нито скъпоценни камъни. Липсата на ценни метали е равносилна и на липса на интерес към островите от страна на испанската корона. Ето какво пише до краля на Испания чиновникът Хуан де Ороско през март 1570 г., на когото е наредено да извърши разпит на Менданя и неговите спътници „По мое виждане, и съобразно отчета който получих от Менданя, островите, открити на запад, имат нищожно значение... като в хода на тези открития не са намерени даже признаци на ценности, злато и сребро и други доходни източници, а островите са населени от голи диваца...“.
Всъщност този „безплоден“ поход към Соломоновите острови е велик географски подвиг. В тази експедиция корабите преплуват 16 – 17 хил. мили във водите на Тихия океан, които дотогава не са посещавани от европейски мореплаватели. Открит е нов път, пресичащ почти целия Тихи океан в екваториалните и южните ширини. Изработените от Менданя и неговите помощници карти на Соломоновите острови са толкова добре засекретени в испанските архиви, като островите са вторично открити едва след двеста години, като славата за тяхното откриване не се пада на Менданя, а на французина Луи Антоан дьо Бугенвил и англичанина Филип Картерет.

### Втора експедиция и смърт на Менданя (1595 – 1598)

#### Планове за втората експедиция
Печалният финал на експедицията не обезкуражава Менданя. От момента на завръщането си в Перу той започва да планира нова експедиция. По негово мнение островите могат да се превърнат в цветуща колония на Испания. Необходимо е да се транспортират няколкостотин колонисти (мъже, жени, земевладелци и търговци), с чиято помощ да се разчистят джунглите на Гуадалканал и Сан Кристобал, а терена им да се заеме от плантации и градове.
През 1574 г., пет години след завръщането си в Перу испанските власти утвърждават проекта на Менданя. От Мадрид отпускат 10 хил. дуката, като му нареждат да изгради флота за превоз на петстотин преселници, добитък и инвентар с направление Соломоновите острови. В замяна той е длъжен да изгради в течение на пет години три укрепени града. Получава и обещание от краля на Испания, че ако приключи успешно тази задача ще получи титлата маркиз. През 1577 г. той се отправя в Панама, за да създаде своята флотилия с убеждението, че в средата или в краен случай в края на годината ще се отправи към Соломоновите острови. Въпреки че проектът на Менданя е утвърден от краля и който сам му е обещал титлата маркиз, всичко това не попречва на панамския губернатор да хвърли Менданя в затвора, а вицекраля на Перу да забави осъществяването на експедицията с цели 18 години.

#### Организация на втората експедиция (1594 – 1595)
Към неговия проект отново се пробужда интерес едва през 1594 г. от новия вицекрал на Перу маркиз Каниете, след като през 1588 край бреговете на Англия загива испанската Непобедима армада и Испания престава да бъде велика морска държава. Много бързо са оборудвани четири кораба – два големи – „Сан Херонимо“ и „Санта Исабел“ и два малки – „Сан Фелипе“ и „Санта Катерина“, с екипаж триста седемдесет и осем души – моряци, войници с техните жени и деца. За главен кормчия на експедицията е назначен младият испански моряк с португалски произход Педро Фернандес де Кирос. Менданя от 1567 и Менданя от 1595 са съвсем различни хора. Във второто плаване се отправя не веселият юноша с отзивчива душа, меко сърце и твърда воля, а изтерзания от многогодишните скитания по канцеларии стар човек, обременен с многочислено семейство, болен, наскърбен и нерешителен. Неговата съпруга, доня Изабела де Барето, злобна и инатлива, тръгва заедно с него.

#### Откриване на Маркизките о-ви (1595)
На 9 април 1595 г. експедицията напуска пристанището Каляо и се отправя на север покрай перуанския бряг, за да набави необходимите храни за плаването. В началото на юни корабите се добират до пристанището Пайта, където натоварват последните провизии и на 16 юни потеглят в открито море. Първият остров, който откриват на 21 юли 1595 г., е планински и му дават името Магдалена (Фату Хива от Маркизките о-ви, Френска Полинезия). Впоследствие са открити островите Сан Педро (Мохо Тани), Доминика (Хива Оа) и Санта Кристина (Тауата). Санта Кристина е първият остров избран за временна база на експедицията. Островитяните изключително гостоприемно посрещат гостите. Те донасят на корабите кокосови орехи, банани и вода в бамбукови стъбла. Не знаейки европейските правила те се качват на палубите на корабите и започват да си взимат от там каквото им хареса. Началникът на въоръжените сили на експедицията – Педро Манрике, стар и жесток войник, заповядва да се стреля по островитяните, при което загиват седем-осем души. През следващите дни продължават инцидентите между испанците и островитяните и за двуседмичното им пребиваване там 200 туземци загиват от испанското огнестрелно оръжие. Преди отплаването Менданя приканва 30 души да останат на островите, за да основат първата колония, но желаещи не се намират.

#### Открития в Тихия океан (1595)
На 5 август 1595 г. флотилията напуска Маркизките острови и преминава 4 хил. мили до Соломоновите острови преминавайки покрай рифа Солитари, където при силна буря един от корабите изчезва безследно. На 20 август в Северните Кукови о-ви, на 10°53′ ю. ш. 165°51′ з. д. / 10.883333° ю. ш. 165.85° з. д., Менданя открива атола Пукапука, а на 29 август – остров Ниулакита (10°45′ ю. ш. 179°30′ и. д. / 10.75° ю. ш. 179.5° и. д.) в архипелага Тувалу.

#### Откриване на о-вите Санта Крус и смърт на Менданя (1595)
В нощта между 7 и 8 септември 1595 от корабите забелязват земя. С настъпването на утрото пред тях се открива голям остров. Той впечатлява моряците с високата си планина с конична форма, от чиито недрата се издига мощен огнен стълб. Менданя му дава името Санта Крус (Свети кръст) и името впоследствие става име на целия архипелаг, а открития от него остров е Ндени (Нендо, 10°45′ ю. ш. 165°55′ и. д. / 10.75° ю. ш. 165.916667° и. д.). Освен Ндени испанците откриват още три острова – Ваникоро (11°39′ ю. ш. 166°54′ и. д. / 11.65° ю. ш. 166.9° и. д.), Тинакула (10°23′ ю. ш. 165°48′ и. д. / 10.383333° ю. ш. 165.8° и. д.) и Утупуа (11°16′ ю. ш. 166°30′ и. д. / 11.266667° ю. ш. 166.5° и. д.) и о-вите Суоллоу (10°15′ ю. ш. 166°16′ и. д. / 10.25° ю. ш. 166.266667° и. д.).
Испанците са посрещнати много дружелюбно от островитяни, но след няколко дни Манрике по незначителен повод предприема наказателен поход и не само изгаря домовете и лодките на островитяните, но и изсича до корен кокосовите им палми. След 200 – 250 години по-късно всички пътешественици, които посещават островите отбелязват, че техните обитатели са много свирепи и войнствени. Трябва да се предположи, че характерът им се е изменил след печалното запознанство с първите задморски гости.
Санта Крус по богатата си природа прилича на остров Санта Кристина (Тахуата), но тук климата действа убийствено на испанците. На остров Ндени Менданя решава да основе новата колония, но несъгласни с решението му част от екипажа се разбунтува. Бунтът е потушен, а водачите му убити. Хората масово се разболяват, много от тях почиват, а на 18 октомври 1595 умира и самия Манденя. Командир на експедицията става неговият заместник дотогава Педро Фернандес де Кирос, който влиза в остри спорове с вдовицата на Менданя Изабела де Барето, относно строителството на новата колония. Едва след като сред испанците избухва нова епидемия, при която умират още 47 души, тя се съгласява да отплават.

#### Завръщане в Мексико (1595 – 1598)
На 18 ноември 1595 г. Кирос повежда остатъка от експедицията, която вече е загубила един от корабите си на северозапад, преминава през Каролинските о-ви и през февруари 1596 достига до Филипините. След две години и половина, на 11 декември 1598, Кирос довежда до Мексико двата оцелели кораба с печалната вест за смъртта на Менданя и повече от двеста участници в плаването.

#### Резултати от второто плаване
Приносът на тази експедиция е съществен. Открити са Маркизките острови – първия полинезийски архипелаг и островите Санта Крус. Последните открития в Океания принадлежат на енергичния приемник на Менданя – Педро Фернандес де Кирос. С него завършват и последните велики испански експедиции през 16 и началото на 17 век.